# Boitron (Orne)
Boitron település Franciaországban, Orne megyében. Lakosainak száma 348 fő (2022. január 1.). Boitron Aunou-sur-Orne, Aunay-les-Bois, Essay, Le Ménil-Guyon, Montchevrel, Neauphe-sous-Essai, Saint-Aubin-d’Appenai és Trémont községekkel határos.

## Népesség
A település népességének változása:
| Lakosok száma | 340  | 352  | 359  | 354  | 356  | 358  | 358  | 347  | 348  |
|               | 2013 | 2015 | 2016 | 2017 | 2018 | 2019 | 2020 | 2021 | 2022 |